# Staré Heřminovy
Staré Heřminovy (německy Alt Erbersdorf, 1900 Alterbersdorf; polsky Stare Herzminowy) jsou obec v okrese Bruntál v Moravskoslezském kraji. Žije zde 211 obyvatel.

## Název
Písemný doklad z roku 1422 (na Herzwynowiczich) ukazuje, že vesnice se česky původně jmenovala Heřvínovice. Výchozí tvar Heřvínovici byl odvozen od osobního jména Heřvín (německého původu) a znamenal "Heřvínovi lidé". Podoba Heřminovy vzniklá záměnou retních souhlásek v > b je doložena od 1541. Do němčiny bylo jméno převedeno v podobě Erbersdorf ("Erberova ves"), jejímž základem byla domácká podoba Erber osobního jména Herwin. Přívlastek Staré (německy Alt) se přidával od 19. století na odlišení od mladších Nových Heřminov.

## Historie
První písemná zmínka o obci pochází z roku 1338. Počátkem 16. století vesnice zpustla, obnovena byla počátkem 17. století (před rokem 1619).

## Obyvatelstvo

### Vývoj počtu obyvatel
Počet obyvatel Starých Heřminov podle sčítání nebo jiných úředních záznamů:
| Rok            | 1869 | 1880 | 1890 | 1900 | 1910 | 1921 | 1930 | 1950 | 1961 | 1970 | 1980 | 1991 | 2001 | 2011 | 2021 |
| -------------- | ---- | ---- | ---- | ---- | ---- | ---- | ---- | ---- | ---- | ---- | ---- | ---- | ---- | ---- | ---- |
| Počet obyvatel | 561  | 539  | 575  | 602  | 600  | 555  | 536  | 367  | 310  | 335  | 315  | 262  | 238  | 236  | 190  |
| Počet domů     | 81   | 84   | 115  | 91   | 118  | 118  | 130  | 113  | 80   | 76   | 74   | 87   | 94   | 90   | 93   |

Ve Starých Heřminovech je evidováno 104 adres: 103 čísel popisných (trvalé objekty) a 1 číslo evidenční (dočasné či rekreační objekty). Při sčítání lidu roku 2001 zde bylo napočteno 94 domů, z toho 66 trvale obydlených.

## Obecní správa
Mezi lety 1869–1977 Staré Heřminovy byly obcí v okrese Bruntál (1869–1930), poté v okrese Opava (1950) a později opět v okrese Bruntál. Od 1. ledna 1978 do 23. listopadu 1990 patřily jako část města k Hornímu Benešovu a od 24. listopadu 1990 jsou opět samostatnou obcí.

### Obecní symboly
Znak a vlajka byly obci uděleny rozhodnutím předsedy Poslanecké sněmovny Parlamentu České republiky dne 30. listopadu 2007.

## Pamětihodnosti
- zámek
- kostel svatého Václava

## Galerie

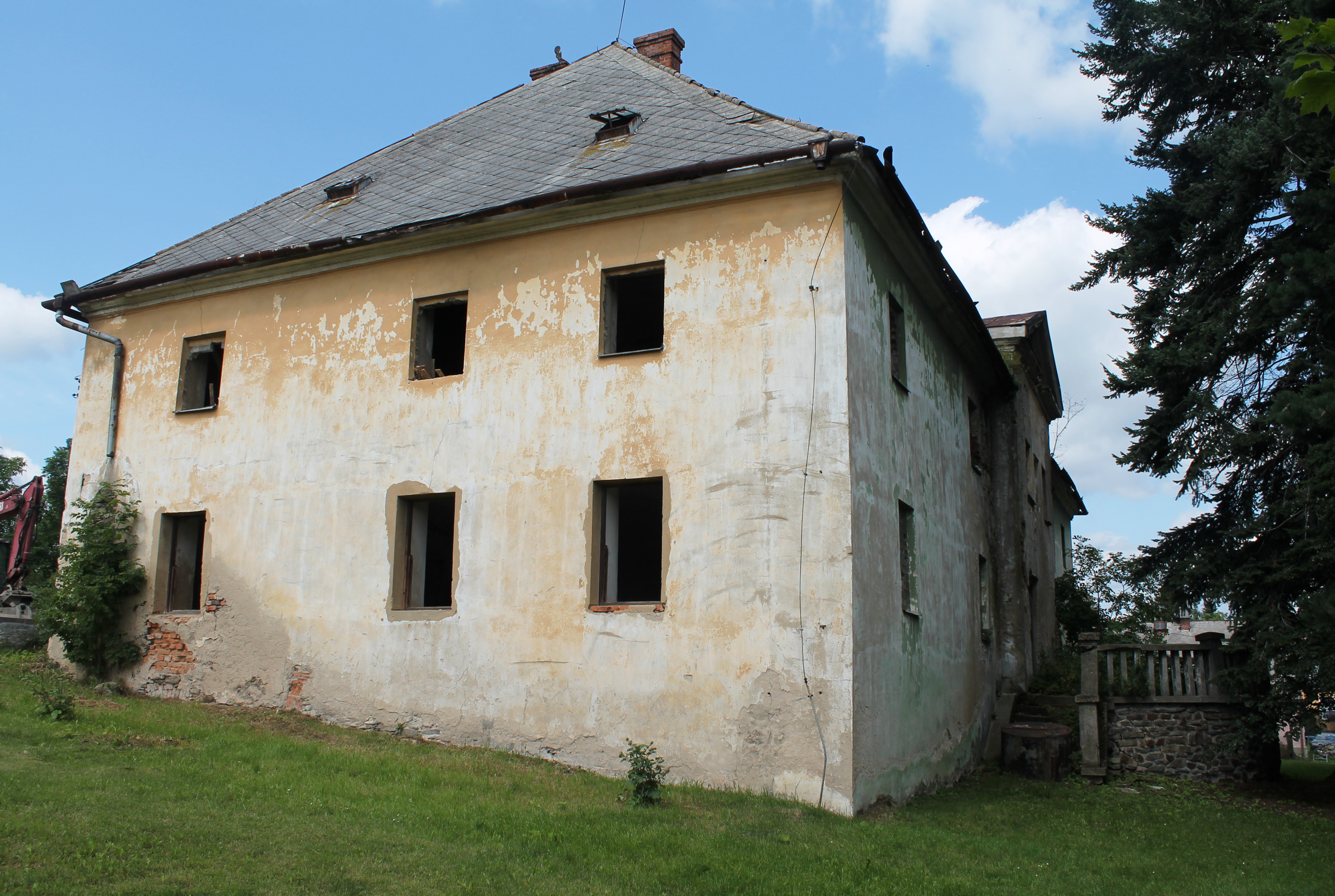
Zámek
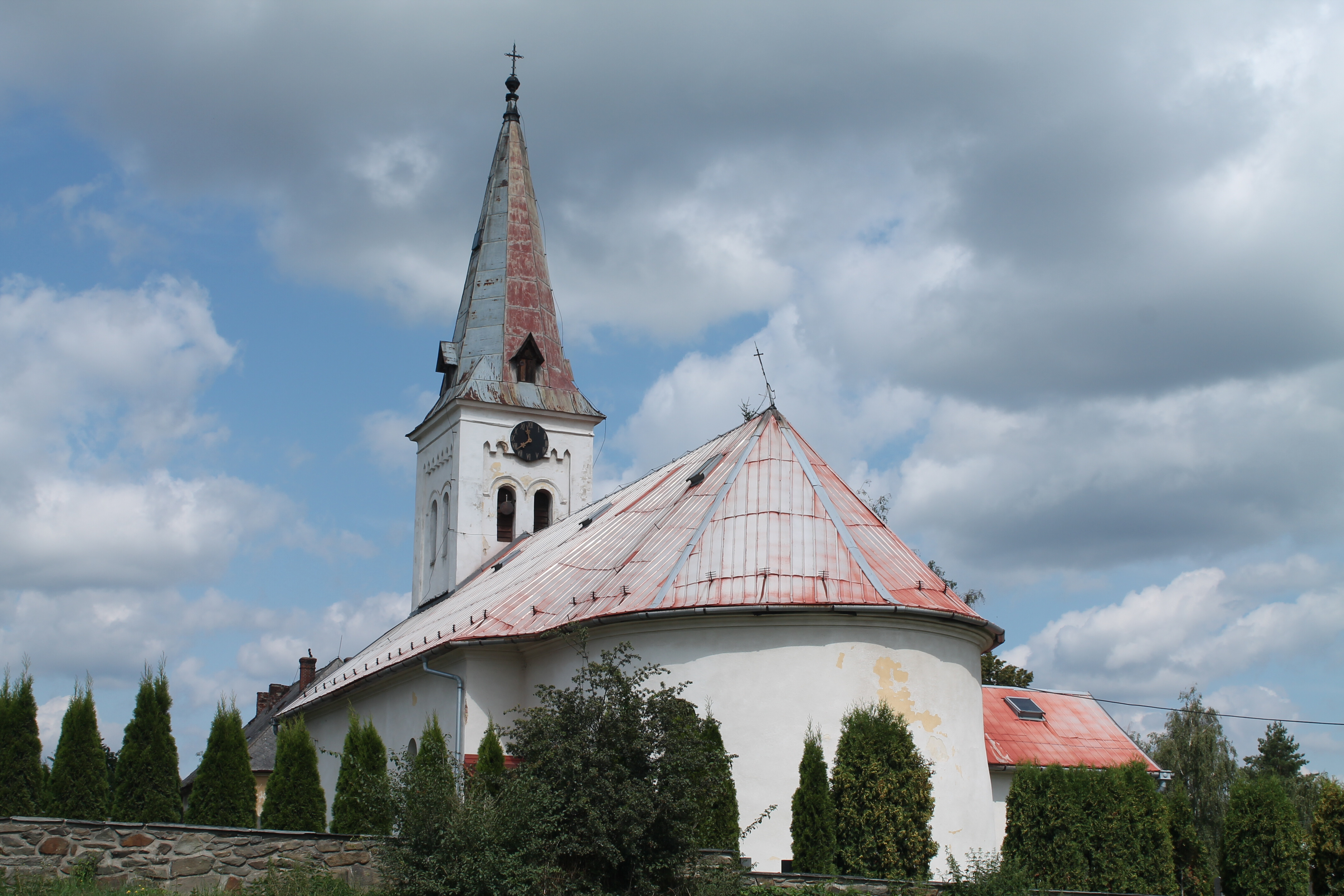
Kostel svatého Václava
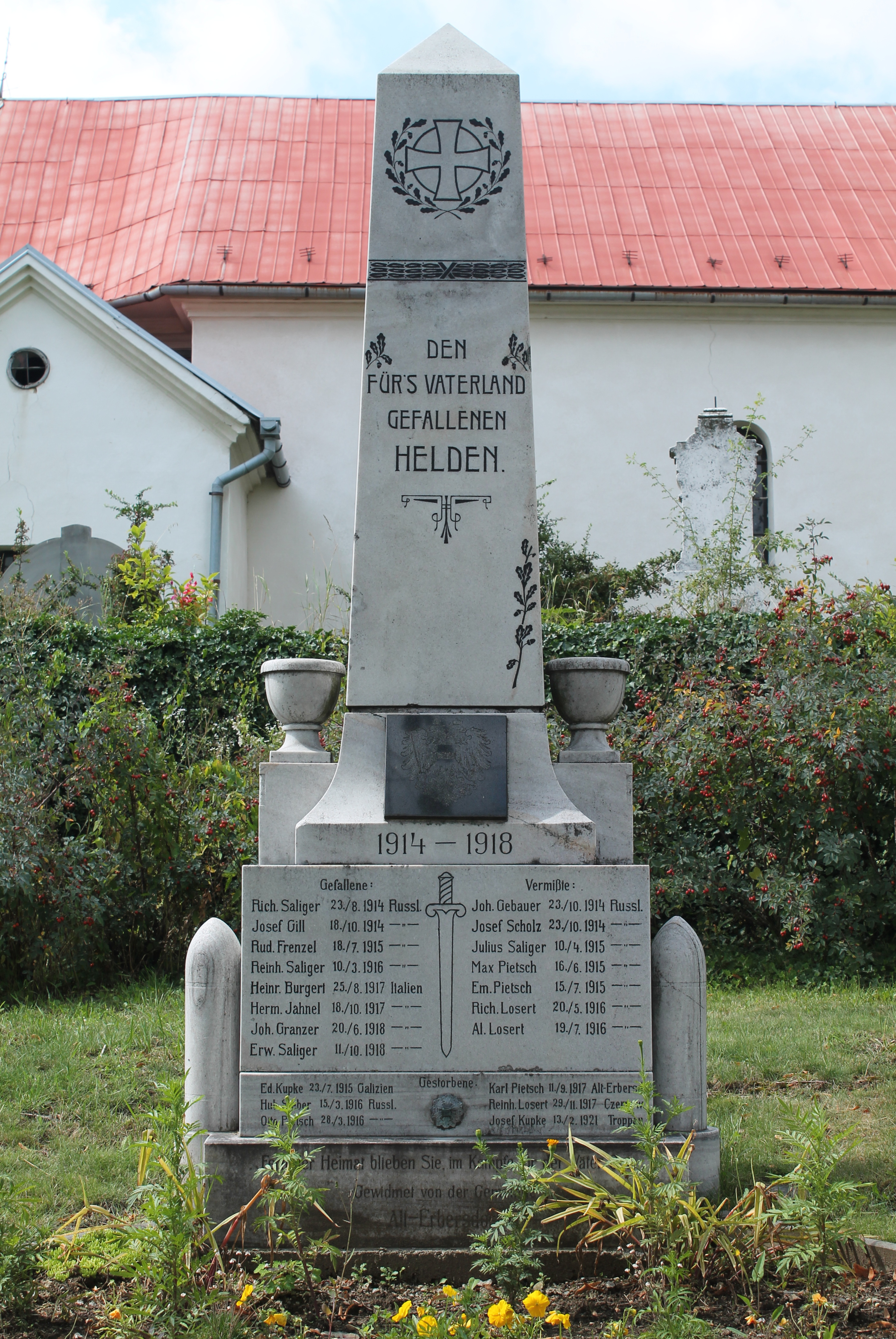
Pomník padlých
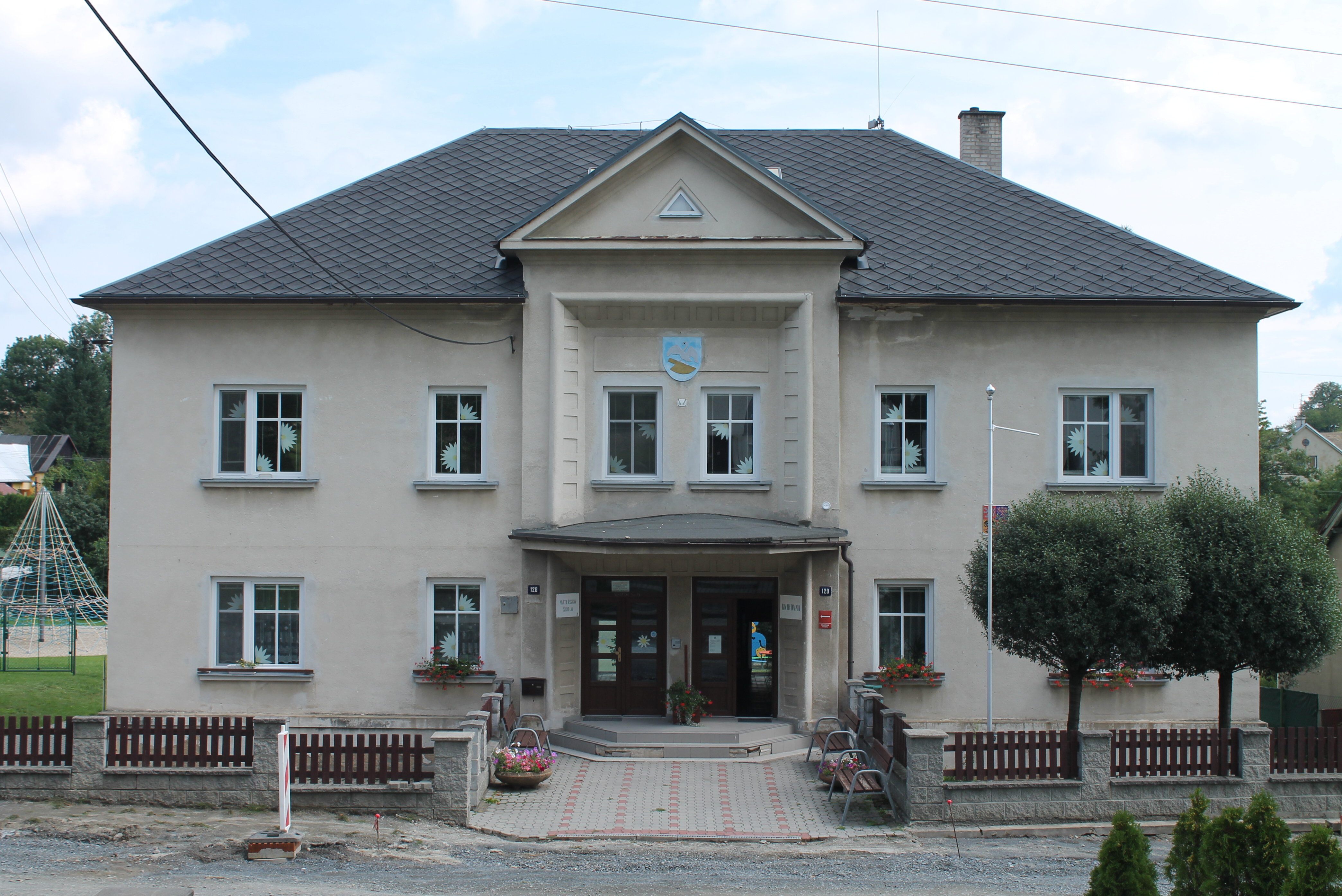
Obecní úřad a mateřská škola
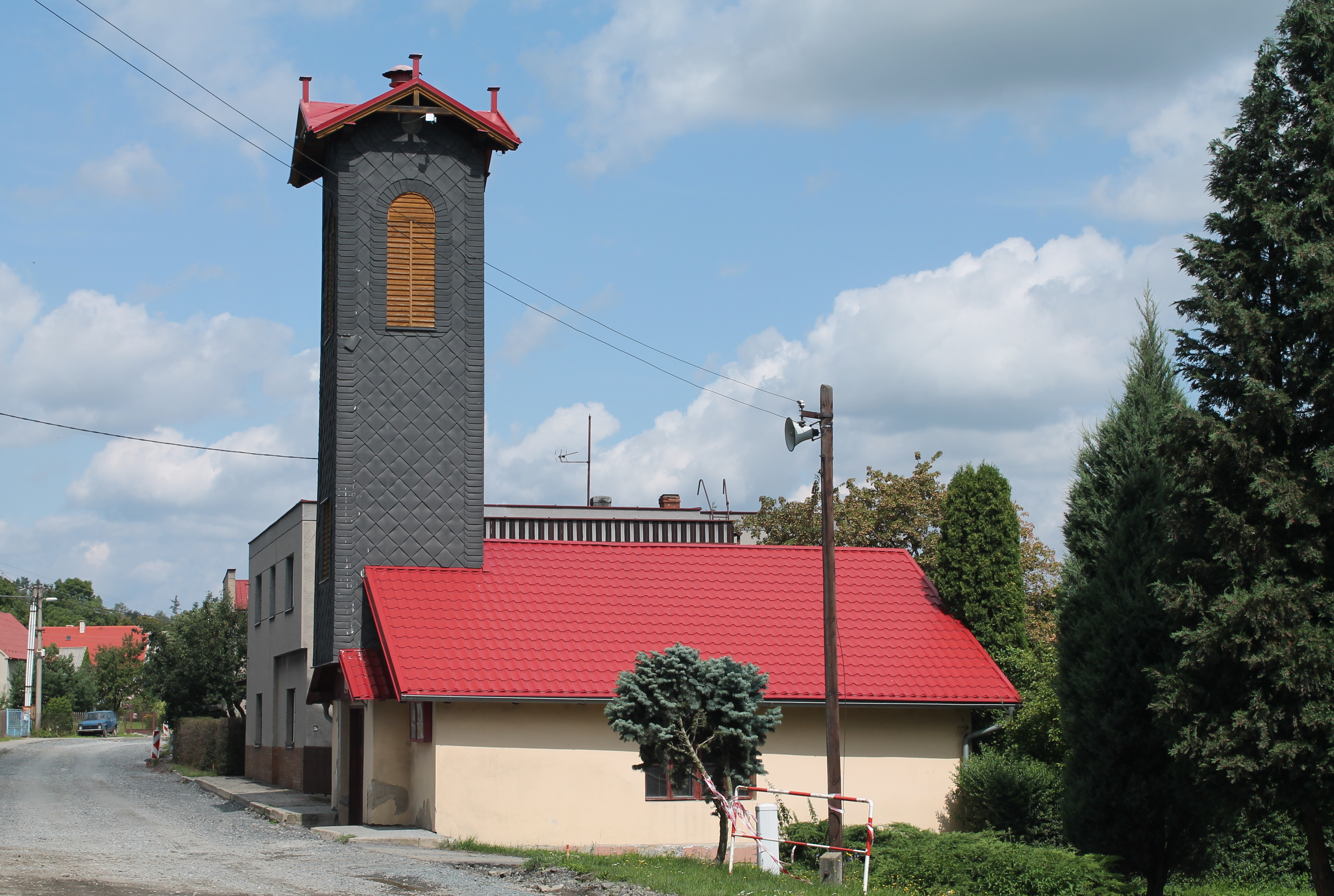
Hasičská zbrojnice